# Traducción (genética)
La traducción es el segundo proceso de la síntesis proteica (parte del proceso general de la expresión génica) que ocurre en todos los seres vivos. Se produce en el citoplasma, donde se encuentran los ribosomas; en la célula eucariota ocurre también en el retículo endoplasmático rugoso (RER), y las mitocondrias tienen su propio proceso de traducción. Los ribosomas están formados por una subunidad pequeña y una grande, que rodean al ARN. En la traducción, el ARN mensajero se decodifica para generar una cadena específica de aminoácidos, llamada polipéptido (el producto de la traducción), de acuerdo con las reglas especificadas por el código genético. Es el proceso que convierte una secuencia de ARN mensajero en una cadena de aminoácidos para formar una proteína. Es necesario que la traducción venga precedida de un primer proceso de transcripción. Las fases de la traducción son tres: iniciación, elongación y terminación, durante los cuales se va dando el crecimiento del polipéptido.

## Mecanismos básicos

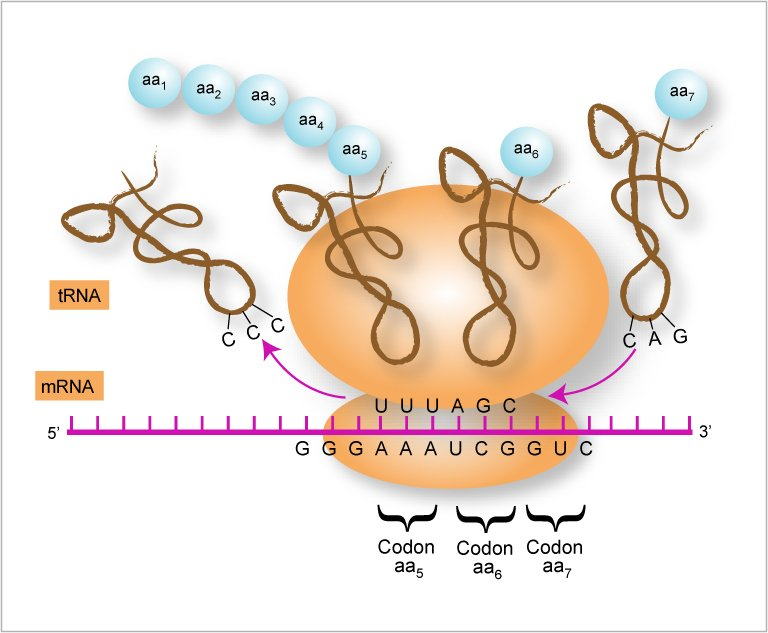
Esquema general del mecanismo de traducción.

El ARNm porta la información genética codificada en forma de secuencia de ribonucleótidos desde los cromosomas hasta los ribosomas. Los ribonucleótidos son "leídos" por la maquinaria traductora en una secuencia de tripletes de nucleótidos llamados codones. Cada uno de estos tripletes codifica un aminoácido específico. El ribosoma y las moléculas de ARNt traducen este código para producir proteínas. El ribosoma es una estructura con varias subunidades que contiene ARNr y proteínas. Es la "fábrica" en la que se unen los aminoácidos para formar proteínas. El ARNt son pequeñas cadenas de ARN no codificador (de 74-93 nucleótidos) que transportan aminoácidos al ribosoma. Los ARNt tienen un lugar para anclarse al aminoácido, y un lugar llamado anticodón. El anticodón es un triplete de ARN complementario al triplete de ARNm que codifica a su aminoácido. La aminoacil-ARNt sintetasa (una enzima) cataliza el enlace entre los ARNt específicos y los aminoácidos que concuerdan con sus anticodones. El producto de esta reacción es una molécula de aminoacil-ARNt. Esta aminoacil-ARNt viaja al interior del ribosoma, donde los codones de ARNm se enfrentan con los anticodones específicos del ARNt mediante el emparejamiento de bases. Luego se utilizan los aminoácidos que portan los ARNt para montar una proteína. La energía requerida para traducir proteínas es significativa. Para una proteína que contenga n aminoácidos, el número de enlaces fosfato de alta energía necesarios para traducirla.

## Traducción procariota

### Iniciación

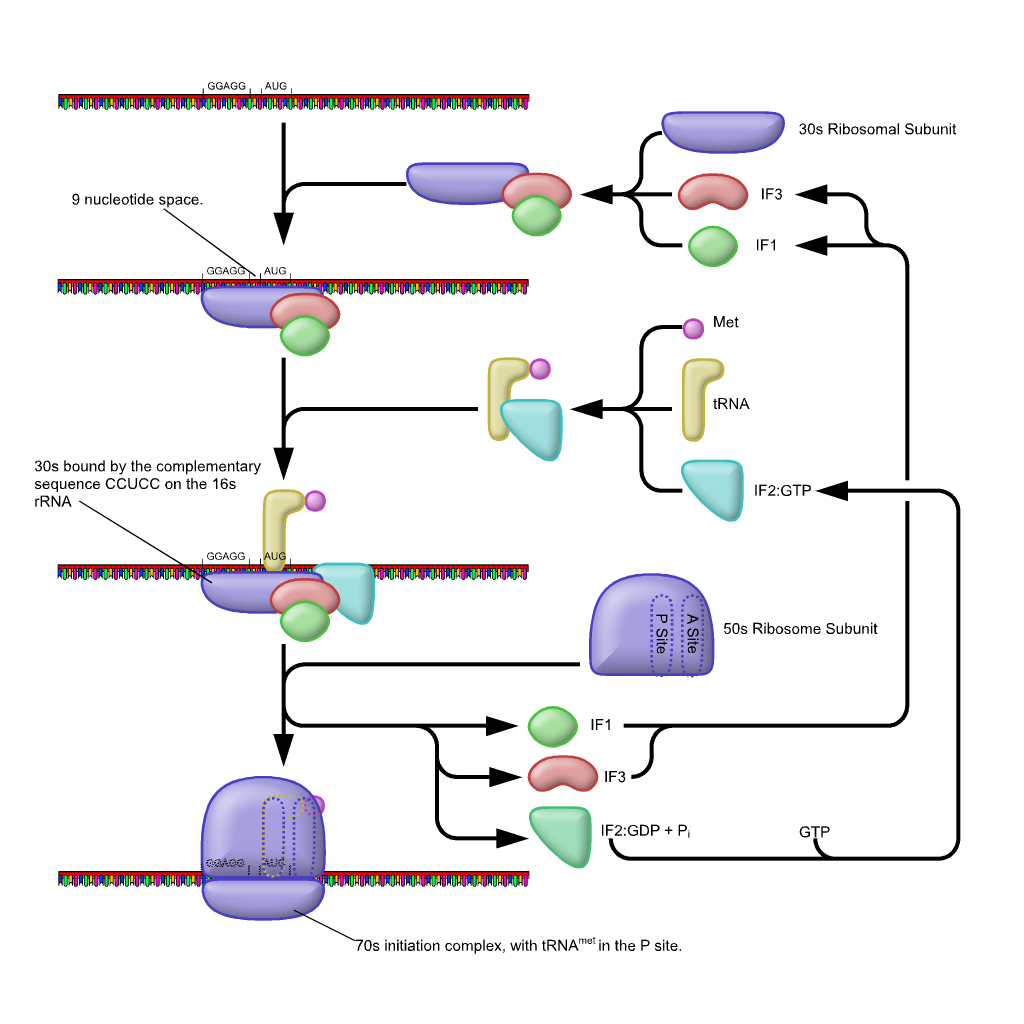
Proceso de iniciación de la traducción en las células procariotas.

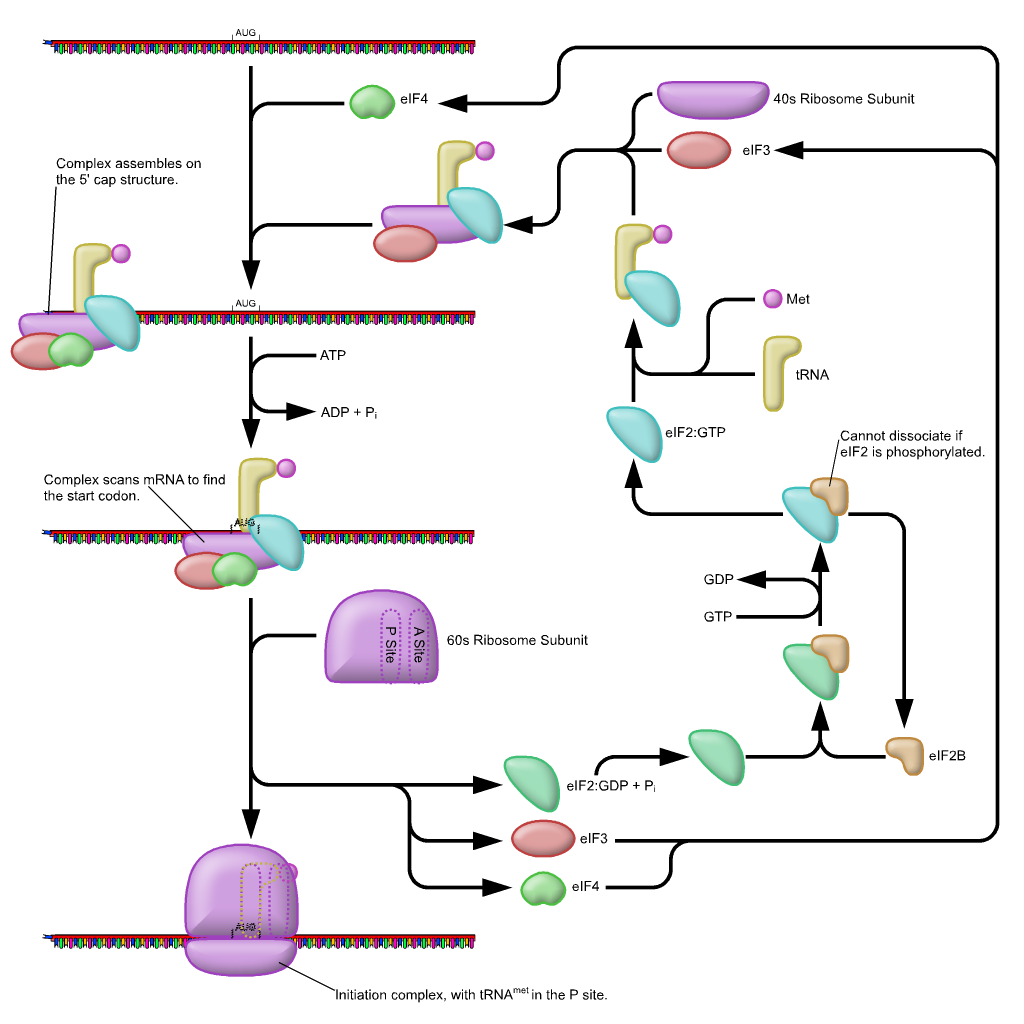
Proceso de la iniciación de la traducción en las eucariotas.

La iniciación de la traducción en procariotas supone ensamblar los componentes del sistema de traducción, que son: las dos subunidades ribosómicas, el ARNm a traducir, el primer aminoacil-ARNt (el ARNt cargado con el primer aminoácido), GTP (como fuente de energía) y factores de iniciación que ayudan a ensamblar el sistema de iniciación. La iniciación procariota es el resultado de la asociación de las subunidades pequeña y grande del ribosoma y el acoplamiento del primer aminoacil-ARNt (fmet-ARNt) con el codón de iniciación o de inicio o de comienzo mediante el emparejamiento de bases anticodón-codón.
El ribosoma consta de tres sitios: el sitio A, el sitio P y el sitio E. El sitio A es el punto de entrada para el aminoacil-ARNt (excepto para el primer aminoacil-ARNt, fmet-ARNt, que entra en el sitio P). El sitio P es donde se "aloja" el peptidil-ARNt. Y el sitio E es el sitio de salida del ARNt, una vez descargado tras ofrecer su aminoácido a la cadena peptídica en crecimiento.
La iniciación de la traducción en procariotas comienza con las subunidades 50s y 30s sin asociar. El IF-1 (factor de iniciación 1) bloquea el sitio A para asegurar que el fMet-ARNt sólo se puede acoplar al sitio P y que ningún otro aminoacil-ARNt puede acoplarse al sitio A durante la iniciación, mientras que el IF-3 bloquea el sitio E y evita que las dos subunidades se asocien. El IF-2 es una GTPasa pequeña que se asocia con el fmet-ARNt y le ayuda a acoplarse con la subunidad ribosómica pequeña. El ARNr 16s de la subunidad ribosómica pequeña 30S reconoce el sitio de acoplamiento ribosómico del ARNm (la secuencia Shine-Dalgarno, 5-10 pares de bases por delante del codón de iniciación (AUG). La secuencia Shine-Dalgarno solo se encuentra en las procariotas). Esto ayuda a posicionar correctamente el ribosoma sobre el ARNm para que el sitio P esté directamente sobre el codón de iniciación AUG. El IF-3 ayuda a posicionar el fmet-ARNt en el sitio P, de manera que el fmet-ARNt interactúa mediante el emparejamiento de bases con el codón de iniciación del ARNm (AUG). La iniciación termina cuando la subunidad ribosómica grande se une al sistema provocando el desacoplamiento de los factores de iniciación. Hay que tener en cuenta que las procariotas pueden distinguir entre un codón normal AUG (que codifica la metionina) y un codón de iniciación AUG (que codifica la formilmetionina e indica el comienzo de un nuevo proceso de traducción).

### Elongación
La elongación de la cadena polipeptídica consiste en la adición de aminoácidos al extremo carboxilo de la cadena. Comienza cuando el nuevo aminoacil-ARNt se acopla en el sitio A. El factor de elongación Tu (EF-Tu), una pequeña GTPasa, facilita este acoplamiento. Ahora el sitio P contiene el comienzo de la cadena peptídica de la proteína a codificar y el sitio A tiene el siguiente aminoácido que debe añadirse a la cadena peptídica. El polipéptido creciente que está conectado al ARNt en el sitio P se desacopla del ARNt y se forma un enlace peptídico entre el último de los aminoácidos del polipéptido y el aminoácido que está acoplado al ARNt en el sitio A. Este proceso, conocido como formación del enlace peptídico, está catalizado por una ribozima, la peptidil-transferasa, una actividad intrínseca al ARNr 23s de la unidad ribosómica 50s. En este punto, el sitio A ha formado un nuevo péptido, mientras que el sitio P tiene un ARNt descargado (ARNt sin aminoácido). En la fase final de la elongación, la traslación, el ribosoma se mueve 3 nucleótidos hacia el extremo 3' del ARNm. Como los ARNt están enlazados al ARNm mediante el emparejamiento de bases codón-anticodón, los ARNt se mueven respecto al ribosoma recibiendo el polipéptido naciente del sitio A al sitio P y moviendo el ARNt descargado al sitio E de salida. Este proceso está catalizado por el factor de elongación G (EF-G) gastando un GTP.
El ribosoma continúa trasladando los codones restantes del ARNm mientras siguen acoplándose más aminoacil-ARNt al sitio A, hasta que el ribosoma alcanza un codón de parada (codón de término) en el ARNm (UAA, UGA o UAG).

### Terminación
La terminación ocurre cuando uno de los tres codones de terminación o de parada entra en el sitio A. Estos codones no son reconocidos por ningún ARNt. Sí son reconocidos, en cambio, por un tipo de proteínas, llamadas factores de liberación; concretamente, por la RF-1 (que reconoce los codones de parada UAA y UAG) o la RF-2 (que reconoce al UAA y al UGA). Un tercer factor de liberación, el RF-3, cataliza la liberación producida por el RF-1 y el RF-2 al final del proceso de terminación. Estos factores disparan la hidrólisis del enlace éster de la peptidil-ARNt y la liberación del ribosoma de la proteína recién sintetizada. O el fin de la fase.

### Reciclaje
El sistema de post-terminación formado al final de la terminación consiste en el ARNm con el codón de terminación en el sitio A, los ARNt y el ribosoma. La fase de reciclaje del ribosoma es responsable del desmantelamiento del sistema ribosómico posterior a la terminación. Una vez que la proteína nueva es liberada durante la terminación, el factor de reciclaje del ribosoma y el factor de elongación G (EF-G) se ponen en funcionamiento para liberar el ARNm y los ARNt de los ribosomas y desligar los ribosomas 70s en las subunidades 30s y 50s. El IF-3 también ayuda al proceso de reciclaje del ribosoma, y convierte a las subunidades transitorias desacopladas en subunidades estables, y se enlaza con las subunidades 30s. Esto "recicla" los ribosomas para posteriores rondas de traducción.

### Polisomas
La traducción es ejecutada por varios ribosomas al mismo tiempo. Debido al gran tamaño de los ribosomas, solo se pueden acoplar al ARNm a una distancia de 35 nucleótidos unos de otros. El sistema consistente en un ARNm y un cierto número de ribosomas se llama polisoma o poliribosomas.

### Efecto de los antibióticos
Hay varios antibióticos que interfieren en el proceso de traducción de las bacterias. Explotan las diferencias entre los mecanismos de traducción procariótica y eucariótica para inhibir selectivamente la síntesis de proteínas en las bacterias, sin afectar al huésped. Algunos ejemplos de ellos son:
- La puromicina tiene una estructura similar al aminoacil-ARNt de la tirosina. Por tanto, se enlaza al sitio A del ribosoma y participa en la formación de enlaces peptídicos, produciendo peptidil-puromicina. Sin embargo, no toma parte en la traslación y se desacopla rápidamente del ribosoma, causando una terminación prematura de la síntesis del polipéptido.
- La estreptomicina provoca una mala lectura del código genético en las bacterias a concentraciones relativamente bajas e inhibe la iniciación a concentraciones mayores, enlazándose a la subunidad ribosómica 30s.
- Otros aminoglucósidos, como la tobramicina y la kanamicina, evitan la asociación ribosómica al final de la fase de iniciación y provocan una mala lectura del código genético.
- Las tetraciclinas bloquean el sitio A del ribosoma, y evitan el acoplamiento de los aminoacil-ARNt.
- El cloranfenicol bloquea la fase de la transferencia peptídica de la elongación en la subunidad ribosómica 50s, tanto en las bacterias como en las mitocondrias.
- Los macrólidos y las lincosamidas se enlazan a las subunidades ribosómicas 50s, e inhiben la reacción de la peptidiltransferasa o la traslación, o ambas cosas.

## Traducción eucariota

### Iniciación

#### Iniciación dependiente de caperuza
La iniciación de la traducción supone la interacción de varias proteínas con una marca especial ligada al extremo 5' de las moléculas de ARNm (la denominada caperuza 5'). Los factores proteínicos de iniciación se asocian a la subunidad ribosómica pequeña. La subunidad, acompañada de algunos de esos factores proteínicos, se mueve a lo largo de la cadena de ARNm hacia su extremo 3' buscando el codón de 'comienzo' (habitualmente, el AUG), que indica en qué punto se empieza a codificar la proteína. Luego el ribosoma traduce la secuencia que hay entre los codones de 'comienzo' y 'parada' en una secuencia de aminoácidos, y se sintetiza una proteína. En los eucariontes y las arqueas, el aminoácido codificado por el codón de inicio es la metionina. El ARNt iniciador cargado con metionina forma parte del sistema ribosómico y, por tanto, todas las proteínas empiezan por este aminoácido (a menos que lo extirpe una proteasa en algún paso posterior).

#### Iniciación independiente de caperuza
El ejemplo mejor estudiado de traducción independiente de caperuza en las eucariotas es el IRES, el Sitio Interno de Entrada al Ribosoma. Lo que distingue a la traducción independiente de caperuza de la dependiente de caperuza es que la primera no necesita que el ribosoma empiece a recorrer el ARNm desde el extremo 5' hasta el codón de comienzo. Los ITAF (IRES trans-acting factor) pueden colocar al ribosoma en el sitio de inicio, evitando la necesidad de recorrer el ARNm desde el extremo 5' de la región sin traducir del ARNm. Este método de traducción ha sido descubierto recientemente, junto con su importancia en condiciones que requieren la traducción de ARNm específicos a pesar del estrés celular o la incapacidad de traducir la mayoría de los ARNm. Ejemplos incluyen a los factores que responden a la apoptosis.

### Elongación
La elongación depende de los factores de elongación eucariotas. Al final de la etapa de inicio, el ARNm se coloca de manera que el siguiente codón se pueda traducir durante la etapa de elongación de la síntesis de proteínas. El ARNt iniciador ocupa el sitio P en el ribosoma, y el sitio A está listo para recibir un aminoacil-ARNt Durante la elongación de la cadena, cada aminoácido adicional se agrega a la cadena polipeptídica naciente en un microciclo de tres pasos. Los pasos en este microciclo son (1) colocar el aminoacil-ARNt correcto en el sitio A del ribosoma, (2) formar el enlace peptídico y (3) desplazar el ARNm en un codón con respecto al ribosoma.
A diferencia de los procariotas, en las que el inicio de la traducción se produce tan pronto como se sintetiza el extremo 5 'de un ARNm, en los eucariotas no es posible un acoplamiento estrecho entre la transcripción y la traducción porque la transcripción y la traducción se realizan en compartimentos separados de la célula (el núcleo y citoplasma). Los precursores de ARNm eucariotas deben procesarse en el núcleo (p. Ej., Caperuza poliadenilación, empalme) antes de ser exportados al citoplasma para su traducción.
La traducción también puede verse afectada por la pausa ribosómica, que puede desencadenar un ataque endonucleolítico del ARNm, un proceso denominado desintegración de ARNm. La pausa ribosomal también ayuda al plegamiento co-traduccional del polipéptido naciente en el ribosoma, y retrasa la traducción de proteínas mientras codifica el ARNm. Esto puede desencadenar el desplazamiento del marco ribosomal.

### Terminación
La terminación de la elongación depende de los factores de liberación eucariotas. El proceso es similar al de la terminación procariota, pero a diferencia de la terminación procariótica, existe un factor de liberación universal, eRF1, que reconoce los tres codones de parada. Al terminar, el ribosoma se desmonta y el polipéptido completado se libera. eRF3 es una GTPasa dependiente de ribosoma que ayuda a eRF1 a liberar el polipéptido completado. El genoma humano codifica algunos genes cuyo codón de parada del ARNm es sorprendentemente permeable: en estos genes, la terminación de la traducción es ineficiente debido a las bases de ARN especiales que se encuentran cerca del codón de parada. La terminación con fugas en estos genes conduce a la lectura de la traducción de hasta el 10% de los codones de parada de estos genes. Algunos de estos genes codifican dominios de proteínas funcionales en su extensión de lectura para que puedan surgir nuevas isoformas de proteínas. Este proceso se ha denominado "lectura traduccional funcional".

### Traducción mitocondrial
La mayoría de proteínas mitocondriales están codificadas por el ADN nuclear, pero otras proteínas son codificadas por el ADNmt en su propio sistema de traducción. La traducción mitocondrial es similar a la traducción procariota, aunque presenta características propias a nivel de codones y en la terminación.
La maquinaria básica de traducción mitocondrial comprende ARNr, ARNt, proteínas como los factores de iniciación, elongación y terminación, proteínas de los mitorribosomas (MRP), enzimas aminoacil-ARNt sintetasas y metionil-ARNt transformilasa.